# Liste der Bodendenkmäler in Babenhausen (Schwaben)
Auf dieser Seite sind die Bodendenkmäler in dem schwäbischen Markt Babenhausen zusammengestellt. Diese Tabelle ist eine Teilliste der Liste der Bodendenkmäler in Bayern. Grundlage ist die Bayerische Denkmalliste, die auf Basis des Bayerischen Denkmalschutzgesetzes vom 1. Oktober 1973 erstmals erstellt wurde und seither durch das Bayerische Landesamt für Denkmalpflege geführt wird. Die folgenden Angaben ersetzen nicht die rechtsverbindliche Auskunft der Denkmalschutzbehörde.

## Bodendenkmäler in Babenhausen

### Bodendenkmäler im Gemeindeteil Babenhausen
| Lage                   | Objekt | Akten-Nr.     | Bild |
| ---------------------- | --- | ------------- | ---- |
| Babenhausen (Standort) | Burgstall des Mittelalters.                                                                                       | D-7-7827-0007 |      |
| Babenhausen (Standort) | Befestigung vor- und frühgeschichtlicher Zeitstellung und Burgstall des Mittelalters.                             | D-7-7827-0014 |      |
| Babenhausen (Standort) | Grabhügel vorgeschichtlicher Zeitstellung.                                                                        | D-7-7827-0015 |      |
| Babenhausen (Standort) | Siedlung der Bronzezeit und Urnenfelderzeit.                                                                      | D-7-7827-0040 |      |
| Babenhausen (Standort) | Siedlung des Neolithikums.                                                                                        | D-7-7827-0041 |      |
| Babenhausen (Standort) | Mittelalterliche und frühneuzeitliche Befunde im Bereich der katholischen Pfarrkirche St. Andreas in Babenhausen. | D-7-7827-0053 |      |
| Babenhausen (Standort) | Mittelalterliche und frühneuzeitliche Befunde im Bereich des Schlosses Babenhausen.                               | D-7-7827-0059 |      |
| Babenhausen (Standort) | Trichtergruben vor- und frühgeschichtlicher oder mittelalterlicher bis frühneuzeitlicher Zeitstellung.            | D-7-7827-0091 |      |

### Bodendenkmäler im Gemeindeteil Klosterbeuren
| Lage                     | Objekt | Akten-Nr.     | Bild |
| ------------------------ | --- | ------------- | ---- |
| Klosterbeuren (Standort) | Mittelalterliche und frühneuzeitliche Befunde im Bereich der katholischen Pfarrkirche St. Ursus und des ehemaligen Franziskanerinnenklosters in Klosterbeuren. | D-7-7827-0066 |      |